# Молодіжна збірна Казахстану з футболу
Молодіжна збірна Казахстану з футболу (каз. Қазақстан жастар құрама командасы) — національна футбольна збірна Казахстану гравців віком до 21 року (U-21), яка підпорядкована Федерації футболу Казахстану.

## Виступи начемпіонатах Європи
- 1978 - 1991: входила до складу СРСР, гравці виступали за молодіжну збірну СРСР
- 1992 - 2004: не брала участі

| Рік  | М                             | І                             | В                             | Н                             | П                             | МЗ                            | МП                            | Різ                           | О                             | Бомбардири                           |
| ---- | ----------------------------- | ----------------------------- | ----------------------------- | ----------------------------- | ----------------------------- | ----------------------------- | ----------------------------- | ----------------------------- | ----------------------------- | ------------------------------------ |
| 2006 | 8 з 8                         | 12                            | 2                             | 1                             | 9                             | 8                             | 23                            | −15                           | 7                             | Олексій Шакін, Вадим Боровський - 2  |
| 2007 | Поразка в попередньому раунді | Поразка в попередньому раунді | Поразка в попередньому раунді | Поразка в попередньому раунді | Поразка в попередньому раунді | Поразка в попередньому раунді | Поразка в попередньому раунді | Поразка в попередньому раунді | Поразка в попередньому раунді |                                      |
| 2009 | 4 з 5                         | 8                             | 2                             | 0                             | 6                             | 9                             | 18                            | −9                            | 6                             | Єрзат Кенбаєв - 4                    |
| 2011 | 4 з 5                         | 8                             | 1                             | 2                             | 5                             | 7                             | 17                            | −10                           | 5                             |                                      |
| 2013 | 4 з 5                         | 8                             | 0                             | 4                             | 4                             | 2                             | 14                            | −12                           | 4                             | Абзал Бейсебеков, Ермек Куантаєв - 1 |
| 2015 | 3 з 5                         | 8                             | 3                             | 0                             | 5                             | 8                             | 18                            | −10                           | 9                             | Роман Муртазаєв - 3                  |
| 2017 | 4 з 5                         | 8                             | 1                             | 1                             | 6                             | 3                             | 14                            | −11                           | 4                             |                                      |
| 2019 | 4 з 6                         | 10                            | 2                             | 4                             | 4                             | 13                            | 18                            | −5                            | 10                            |                                      |
| 2021 | 4 з 6                         | 10                            | 3                             | 1                             | 6                             | 12                            | 21                            | −9                            | 10                            |                                      |
| 2023 | 5 з 5                         | 8                             | 0                             | 2                             | 6                             | 4                             | 14                            | −10                           | 2                             |                                      |
| 2025 | 5 з 6                         | 10                            | 3                             | 0                             | 7                             | 13                            | 24                            | −11                           | 9                             |                                      |